# Risoluzioni del Consiglio di sicurezza delle Nazioni Unite (2601-2700)
Questo è un elenco delle risoluzioni del Consiglio di sicurezza delle Nazioni Unite dalla 2601 alla 2700 adottate tra il 29 ottobre 2021 ed 19 ottobre 2023.
| Risoluzione | Data              | Voto (favorevoli/contrari/astenuti)                                               | Oggetto |
| ----------- | ----------------- | --------------------------------------------------------------------------------- | --- |
| 2601        | 29 ottobre 2021   | Adottata all'unanimità                                                            | Bambini e conflitti armati |
| 2602        | 29 ottobre 2021   | 13–0–2 (astensioni: Federazione Russa e Tunisia)                                  | La situazione relativa al Sahara Occidentale |
| 2603        | 29 ottobre 2021   | Adottata all'unanimità                                                            | Lettere identiche datate 19 gennaio 2016 del Rappresentante Permanente della Colombia alle Nazioni Unite indirizzate al Segretario Generale e al Presidente del Consiglio di Sicurezza (S/2016/53) |
| 2604        | 3 novembre 2021   | Adottata all'unanimità                                                            | La situazione in Bosnia ed Erzegovina |
| 2605        | 12 novembre 2021  | 13–0–2 (astensioni: Cina e Federazione Russa)                                     | La situazione nella Repubblica Centrafricana |
| 2606        | 15 novembre 2021  | Adottata all'unanimità                                                            | Rapporti del Segretario Generale sul Sudan e sul Sud Sudan |
| 2607        | 15 novembre 2021  | 13–0–2 (astensioni: Cina e Federazione Russa)                                     | La situazione in Somalia |
| 2608        | 3 dicembre 2021   | Adottata all'unanimità                                                            | La situazione in Somalia |
| 2609        | 15 dicembre 2021  | Adottata all'unanimità                                                            | Rapporti del Segretario Generale sul Sudan e sul Sud Sudan |
| 2610        | 17 dicembre 2021  | Adottata all'unanimità                                                            | Minacce alla pace e alla sicurezza internazionali causate da atti terroristici |
| 2611        | 17 dicembre 2021  | Adottata all'unanimità                                                            | Minacce alla pace e alla sicurezza internazionali causate da atti terroristici |
| 2612        | 20 dicembre 2021  | Adottata all'unanimità                                                            | La situazione riguardante la Repubblica Democratica del Congo |
| 2613        | 21 dicembre 2021  | Adottata all'unanimità                                                            | La situazione in Medio Oriente |
| 2614        | 21 dicembre 2021  | Adottata all'unanimità                                                            | La situazione in Somalia |
| 2615        | 21 dicembre 2021  | Adottata all'unanimità                                                            | Minacce alla pace e alla sicurezza internazionali causate da atti terroristici |
| 2616        | 22 dicembre 2021  | 12–0–3 (astensioni: Cina, India e Federazione Russa)                              | Mantenimento della pace e della sicurezza internazionale |
| 2617        | 30 dicembre 2021  | Adottata all'unanimità                                                            | Minacce alla pace e alla sicurezza internazionali causate da atti terroristici |
| 2618        | 27 gennaio 2022   | Adottata all'unanimità                                                            | La situazione in Cipro |
| 2619        | 31 gennaio 2022   | Adottata all'unanimità                                                            | La situazione in Libia |
| 2620        | 15 febbraio 2022  | Adottata all'unanimità                                                            | Rapporti del Segretario Generale sul Sudan e sul Sud Sudan |
| 2621        | 22 febbraio 2022  | Adottata all'unanimità                                                            | La situazione tra Iraq e Kuwait |
| 2622        | 25 febbraio 2022  | Adottata all'unanimità                                                            | Non proliferazione delle armi di distruzione di massa |
| 2623        | 27 febbraio 2022  | 11–1–3 (contro: Federazione Russa; astensioni: Cina, India e Emirati Arabi Uniti) | Sessione speciale d'emergenza dell'Assemblea generale sull'Ucraina |
| 2624        | 28 febbraio 2022  | 11–0–4 (astensioni: Brasile, Irlanda, Messico e Norvegia)                         | La situazione in Medio Oriente |
| 2625        | 15 marzo 2022     | 13–0–2 (astensioni: Cina e Federazione Russa)                                     | Rapporti del Segretario Generale sul Sudan e sul Sud Sudan |
| 2626        | 17 marzo 2022     | 14–0–1 (astensione: Federazione Russa)                                            | La situazione in Afghanistan |
| 2627        | 25 marzo 2022     | Adottata all'unanimità                                                            | Non proliferazione/Repubblica democratica popolare di Corea |
| 2628        | 31 marzo 2022     | Adottata all'unanimità                                                            | La situazione in Somalia |
| 2629        | 29 aprile 2022    | Adottata all'unanimità                                                            | La situazione in Libia |
| 2630        | 12 maggio 2022    | Adottata all'unanimità                                                            | Rapporti del Segretario Generale sul Sudan e sul Sud Sudan |
| 2631        | 26 maggio 2022    | Adottata all'unanimità                                                            | La situazione riguardante l'Iraq |
| 2632        | 26 maggio 2022    | Adottata all'unanimità                                                            | La situazione in Somalia |
| 2633        | 26 maggio 2022    | 10–0–5 (astensioni: Cina, Gabon, India, Kenya e Federazione Russa)                | Rapporti del Segretario Generale sul Sudan e sul Sud Sudan |
| 2634        | 31 maggio 2022    | Adottata all'unanimità                                                            | Pace e sicurezza in Africa |
| 2635        | 3 giugno 2022     | 14–0–1 (astensione: Federazione Russa)                                            | La situazione in Libia |
| 2636        | 3 giugno 2022     | Adottata all'unanimità                                                            | Rapporti del Segretario Generale sul Sudan e sul Sud Sudan |
| 2637        | 22 giugno 2022    | 14–0–1 (astensione: Federazione Russa)                                            | Meccanismo residuo internazionale per i tribunali penali |
| 2638        | 22 giugno 2022    | Adottato senza voto                                                               | Data dell'elezione per coprire un posto vacante presso la Corte internazionale di giustizia |
| 2639        | 27 giugno 2022    | Adottata all'unanimità                                                            | La situazione in Medio Oriente |
| 2640        | 29 giugno 2022    | 13–0–2 (astensioni: Cina e Federazione Russa)                                     | La situazione in Mali |
| 2641        | 30 giugno 2022    | 10–0–5 (astensioni: Cina, Gabon, Ghana, Kenya e Federazione Russa)                | La situazione riguardante la Repubblica Democratica del Congo |
| 2642        | 12 luglio 2022    | 12–0–3 (astensioni: Francia, Regno Unito e Stati Uniti)                           | La situazione in Medio Oriente |
| 2643        | 13 luglio 2022    | Adottata all'unanimità                                                            | La situazione in Medio Oriente |
| 2644        | 13 luglio 2022    | Adottata all'unanimità                                                            | La situazione in Libia |
| 2645        | 15 luglio 2022    | Adottata all'unanimità                                                            | La questione riguardante Haiti |
| 2646        | 28 luglio 2022    | Adottata all'unanimità                                                            | La situazione in Cipro |
| 2647        | 28 luglio 2022    | 12–0–3 (astensioni: Gabon, Ghana e Kenya)                                         | La situazione in Libia |
| 2648        | 29 luglio 2022    | 10–0–5 (astensioni: Cina, Gabon, Ghana, Kenya e Federazione Russa)                | La situazione nella Repubblica Centrafricana |
| 2649        | 30 agosto 2022    | Adottata all'unanimità                                                            | La situazione in Mali |
| 2650        | 31 agosto 2022    | Adottata all'unanimità                                                            | La situazione in Medio Oriente |
| 2651        | 15 settembre 2022 | Adottata all'unanimità                                                            | Minacce alla pace e alla sicurezza internazionale |
| 2652        | 29 settembre 2022 | Adottata all'unanimità                                                            | Mantenimento della pace e della sicurezza internazionale |
| 2653        | 21 ottobre 2022   | Adottata all'unanimità                                                            | La questione riguardante Haiti |
| 2654        | 27 ottobre 2022   | 13–0–2 (astensioni: Kenya e Federazione Russa)                                    | La situazione relativa al Sahara Occidentale |
| 2655        | 27 ottobre 2022   | Adottata all'unanimità                                                            | Lettere identiche datate 19 gennaio 2016 del Rappresentante Permanente della Colombia alle Nazioni Unite indirizzate al Segretario Generale e al Presidente del Consiglio di Sicurezza (S/2016/53) |
| 2656        | 28 ottobre 2022   | Adottata all'unanimità                                                            | La situazione in Libia |
| 2657        | 31 ottobre 2022   | 14–0–1 (astensione: Cina)                                                         | La situazione in Somalia |
| 2658        | 2 novembre 2022   | Adottata all'unanimità                                                            | La situazione in Bosnia ed Erzegovina |
| 2659        | 14 novembre 2022  | 12–0–3 (astensioni: Cina, Gabon e Federazione Russa)                              | La situazione nella Repubblica Centrafricana |
| 2660        | 14 novembre 2022  | Adottata all'unanimità                                                            | Rapporti del Segretario Generale sul Sudan e sul Sud Sudan |
| 2661        | 15 novembre 2022  | Adottata all'unanimità                                                            | La situazione in Somalia |
| 2662        | 17 novembre 2022  | 11–0–4 (astensioni: Cina, Gabon, Ghana e Federazione Russa)                       | La situazione in Somalia |
| 2663        | 30 novembre 2022  | Adottata all'unanimità                                                            | Non proliferazione delle armi di distruzione di massa |
| 2664        | 9 dicembre 2022   | 14–0–1 (astensione: India)                                                        | Questioni generali relative alle sanzioni |
| 2665        | 16 dicembre 2022  | Adottata all'unanimità                                                            | Minacce alla pace e alla sicurezza internazionali causate da atti terroristici |
| 2666        | 20 dicembre 2022  | Adottata all'unanimità                                                            | La situazione riguardante la Repubblica Democratica del Congo |
| 2667        | 20 dicembre 2022  | Adottata all'unanimità                                                            | La situazione riguardante la Repubblica Democratica del Congo |
| 2668        | 21 dicembre 2022  | Adottata all'unanimità                                                            | Operazioni di mantenimento della pace delle Nazioni Unite |
| 2669        | 21 dicembre 2022  | 12–0–3 (astensioni: Cina, India e Federazione Russa)                              | Myanmar |
| 2670        | 21 dicembre 2022  | Adottata all'unanimità                                                            | La situazione in Somalia |
| 2671        | 22 dicembre 2022  | Adottata all'unanimità                                                            | La situazione in Medio Oriente |
| 2672        | 9 gennaio 2023    | Adottata all'unanimità                                                            | La situazione in Medio Oriente |
| 2673        | 11 gennaio 2023   | Adottata all'unanimità                                                            | Lettere identiche datate 19 gennaio 2016 del Rappresentante Permanente della Colombia alle Nazioni Unite indirizzate al Segretario Generale e al Presidente del Consiglio di Sicurezza (S/2016/53) |
| 2674        | 30 gennaio 2023   | Adottata all'unanimità                                                            | La situazione in Cipro |
| 2675        | 15 febbraio 2023  | Adottata all'unanimità                                                            | La situazione in Medio Oriente |
| 2676        | 8 marzo 2023      | 13–0–2 (astensioni: Cina e Federazione Russa)                                     | Rapporti del Segretario Generale sul Sudan e sul Sud Sudan |
| 2677        | 15 marzo 2023     | 13–0–2 (astensioni: Cina e Federazione Russa)                                     | Rapporti del Segretario Generale sul Sudan e sul Sud Sudan |
| 2678        | 16 marzo 2023     | 15–0–0                                                                            | La situazione in Afghanistan |
| 2679        | 16 marzo 2023     | 15–0–0                                                                            | La situazione in Afghanistan |
| 2680        | 23 marzo 2023     | 15–0–0                                                                            | Non proliferazione/Repubblica democratica popolare di Corea |
| 2681        | 27 aprile 2023    | 15–0–0                                                                            | La situazione in Afghanistan |
| 2682        | 30 maggio 2023    | 15–0–0                                                                            | La situazione in Somalia |
| 2683        | 30 maggio 2023    | 10–0–5 (astensioni: Cina, Gabon, Ghana, Mozambico e Federazione Russa)            | Rapporti del Segretario Generale sul Sudan e sul Sud Sudan |
| 2684        | 2 giugno 2023     | 14–0–1 (astensione: Federazione Russa)                                            | La situazione in Libia |
| 2685        | 2 giugno 2023     | 15–0–0                                                                            | Rapporti del Segretario Generale sul Sudan e sul Sud Sudan |
| 2686        | 14 giugno 2023    | 15–0–0                                                                            | Mantenimento della pace e della sicurezza internazionale |
| 2687        | 27 giugno 2023    | 15–0–0                                                                            | La situazione in Somalia |
| 2688        | 27 giugno 2023    | 15–0–0                                                                            | La situazione riguardante la Repubblica Democratica del Congo |
| 2689        | 29 giugno 2023    | 15–0–0                                                                            | La situazione in Medio Oriente |
| 2690        | 30 giugno 2023    | 15–0–0                                                                            | La situazione in Mali |
| 2691        | 10 luglio 2023    | 15–0–0                                                                            | La situazione in Medio Oriente |
| 2692        | 14 luglio 2023    | 15–0–0                                                                            | La questione riguardante Haiti |
| 2693        | 27 luglio 2023    | 13–0–2 (astensioni: Cina e Federazione Russa)                                     | La situazione nella Repubblica Centrafricana |
| 2694        | 2 agosto 2023     | 15–0–0                                                                            | Lettere identiche datate 19 gennaio 2016 del Rappresentante Permanente della Colombia alle Nazioni Unite indirizzate al Segretario Generale e al Presidente del Consiglio di Sicurezza (S/2016/53) |
| 2695        | 31 agosto 2023    | 13–0–2 (astensioni: Cina e Federazione Russa)                                     | La situazione in Medio Oriente |
| 2696        | 7 settembre 2023  | 15–0–0                                                                            | La situazione in Somalia |
| 2697        | 15 settembre 2023 | 15–0–0                                                                            | Minacce alla pace e alla sicurezza internazionale |
| 2698        | 29 settembre 2023 | 14–0–1 (astensione: Federazione Russa)                                            | Mantenimento della pace e della sicurezza internazionale |
| 2699        | 2 ottobre 2023    | 13–0–2 (astensioni: Cina e Federazione Russa)                                     | La questione riguardante Haiti |
| 2700        | 19 ottobre 2023   | 15–0–0                                                                            | La questione riguardante Haiti |